# Punkar'n å raggar'n
Punkar'n Å Raggar'n er en sang af Eddie Meduza. Sangen kan findes på singlen med samme navn og albummet West A Fool Away fra 1984.

## Tekst
Sangens hovedperson er en raggare, der er ude at køre sin bil, han møder derefter en pige, der er en punkere, og hun går derefter med ham.

## Original
En original version af sangen kaldet "Punkare Och Raggare" er inkluderet i kassetten Dubbelidioterna fra 1983.

## Bagsiden af singlen
Bagsiden af singlen indeholder sangen "Hej På Dig Evert, Boogie Woogie", der handler om en mand ved navn Evert og han spiller harmonika.